# Dou Miao
Dou Miao (chiń. 竇妙; zm. 172) znana również jako cesarzowa Huansi (dosł. „pełna wyczucia i troski cesarzowa”) – trzecia żona cesarza Huana (146–168) z dynastii Han. 
Po śmierci swojego męża w 168 roku objęła regencję na czas małoletności jego następcy, cesarza Linga. Rządziła przy pomocy swojego ojca Dou Wu i konfucjańskiego uczonego Chen Fana (陳蕃). Jeszcze w tym samym roku wskutek polityki Dou Wu i Chen Fana doszło do buntu potężnych dworskich eunuchów i zniesienia regencji.

## Pochodzenie i małżeństwo z cesarzem
Nie wiadomo kiedy dokładnie przyszła cesarzowa Dou Miao przyszła na świat – jej ojcem był Dou Wu, urzędnik niskiej rangi i dobrze znany konfucjański uczony, wywodzący się ze znamienitego rodu Dou. Jego prapradziadkiem był Dou Rong, minister i urzędnik za panowania cesarza Guangwu (25–57), który znacząco przyczynił się do restauracji dynastii Han. Z rodu Dou wywodziły się dwie cesarzowe oraz kilkanaście konkubin cesarskich. Imię matki Dou Miao nie jest znane.
W 165 roku, wkrótce po tym jak cesarz Huan odsunął swoją drugą żonę cesarzową Deng Mengnü, Dou Miao została cesarską konkubiną. Kiedy cesarz rozważał nadanie jednej z konkubin tytułu cesarzowej Dou Miao nie była jego ulubienicą – chciał wynieść do tej pozycji swoją pierwszą miłość, konkubinę Tian Sheng, ale urzędnicy nie wyrazili na to swojej zgody argumentując to jej zbyt niskim urodzeniem. Zachęcili cesarza do wyboru konkubiny Dou, na co ten się zgodził i jeszcze w tym samym roku nadał jej tytuł cesarzowej, a jej ojca mianował ministrem i swoim najbliższym doradcą.

## Cesarzowa wdowa i regencja
W 168 roku cesarz Huan zmarł nie pozostawiając męskiego potomka. Dou Miao została mianowana cesarzową wdową i regentką cesarstwa do czasu wyboru nowego władcy. Cesarzowa wdowa i jej ojciec rozpoczęli poszukiwania odpowiedniego sukcesora wśród członków cesarskiego klanu Liu i wkrótce wybrali dwunastoletniego Liu Honga, markiza Jieduting, który objął tron jako cesarz Ling (168–189). Cesarzowa wdowa została ustanowiona regentką i w geście zaufania obdarzyła ojca funkcjami wielkiego kanclerza, ministra i strażnika Wielkiej Cesarskiej Pieczęci.
Znienawidzona przez regentkę konkubina Tian Sheng została pozbawiona wszelkich tytułów i ścięta na kilka dni przed pogrzebem cesarza.
Jako regentka Dou Miao miała być pracowita i rozważna – dzięki jej osobistej interwencji powstrzymano rewoltę Qiang, tracąc przy tym najmniej jak to było możliwe żołnierzy.
Po przejęciu władzy Dou Wu wraz z przyjacielem Chen Fanem zaczęli eliminować niewygodnych dla siebie urzędników i ministrów, których oskarżali o podburzanie chłopstwa, prowokowanie pogranicznych ludów i tym podobne niedorzeczności. Przejmowali powoli ster władzy, co nie podobało się eunuchom – dwaj z nich: Cao Jie i Wang Fu zaczęło schlebiać cesarzowej wdowie Dou, co przeraziło Dou Wu i Chena, którzy zaczęli opracowywać plan eliminacji rosnących w siłę eunuchów i wkrótce przedstawili go cesarzowej wdowie, która zaskoczona i przerażona odmówiła jego realizacji.

## Spisek eunuchów i ostatnie lata
Pod koniec tego roku eunuchowie odkryli plan i zaczęli działać – Zhu Yu, pierwszy eunuch, który poznał zamiary ojca cesarzowej wdowy zgrupował siedemnastu innych eunuchów i szybko otoczył opieką młodego cesarza, rzekomo chroniąc go przed zagrożeniem; wydał też w imieniu cesarza edykt nakazujący bezzwłoczną egzekucję dowódców wojskowych zaprzyjaźnionych z Dou Wu i Chen Fana oraz porwał cesarzową wdowę Dou Miao. Eunuchowie wysłali cesarską gwardię przyboczną na poszukiwanie obu mężczyzn – Chen został szybko odkryty i ścięty, podczas gdy Dou Wu publicznie ogłosił, że eunuchowie wszczęli rebelię przeciwko cesarzowi i regentce. Eunuchowie oszukali generała Zhang Huana wierzącego, że Dou Wu zdradził młodego cesarza, i ten dowódca pokonał Dou Wu w bitwie. Ojciec cesarzowej wdowy popełnił samobójstwo, a klan Dou został wymordowany – jedynie żona Dou Wu została wygnana do Bijingu. Dou Miao została umieszczona w areszcie domowym zachowując jednakże tytuł cesarzowej wdowy.
Dou Miao straciła jednak tytuł regentki, zaś władzę na wiele lat eunuchowie. Jej pozycję u boku cesarza Lianga zajęła jego matka, cesarzowa wdowa Dong. W 171 roku eunuch Dong Meng przekonał cesarza Linga, że cesarzowa wdowa Dou jest niewinna i trzymana w więzieniu domowym wbrew swej woli. Dong Meng wkrótce został uwięziony i ścięty bez wyroku sądowego.
W 172 roku cesarzowa wdowa otrzymała wiadomość o śmierci matki na wygnaniu i wkrótce popadła w depresję – zaczęła trawić ją dziwna choroba. Zmarła w lecie tego samego roku, a nienawidzący jej eunuchowie nakazali przewieźć jej ciało do grobowca w starym wozie przeznaczonym do przewożenia węgla i drewna. Planowali pochować ją w nieznanym grobie jako cesarską konkubinę, ale na rozkaz cesarza została złożona do grobu z honorami należnymi cesarzowej wdowie obok swojego męża, cesarza Huana.